# Charinus euclidesi
Espèce
Charinus euclidesi est une espèce d'amblypyges de la famille des Charinidae.

## Distribution
Cette espèce est endémique de l'État de Rio de Janeiro au Brésil. Elle se rencontre à Cantagalo dans la grotte Gruta da Pedra Santa.

## Description
La carapace du mâle mesure 4,63 mm de long sur 6,48 mm et celle de la femelle 4,00 mm de long sur 6,06 mm.

## Étymologie
Cette espèce est nommée en l'honneur d'Euclides da Cunha.

## Publication originale
- Miranda, Giupponi, Prendini & Scharff, 2021 : « Systematic revision of the pantropical whip spider family Charinidae Quintero, 1986 (Arachnida, Amblypygi). » European Journal of Taxonomy, no 772, p. 1–409 (texte intégral).